# 卡罗琳·舍费尔
卡罗琳·舍费尔（德語：Carolin Schäfer，1991年12月5日—）是一名专攻七项全能的德国田径运动员。
舍费尔代表德国在2012年欧洲田径锦标赛中获得七项全能第11名，分数为6003分。她在巴西里约热内卢的2016年夏季奥林匹克运动会中获得第5名。2017年，舍费尔在伦敦的世界田径锦标赛中以6696分获得银牌。她在2018年欧洲田径锦标赛中获得铜牌。